# Presbytère de Neuf-Marché
Le presbytère est un édifice situé sur la commune de Neuf-Marché, en Seine-Maritime, en France. Il fait l’objet d’une inscription au titre des monuments historiques depuis 2000.

## Historique
L'édifice est daté de 1728 et rattaché au prieuré Saint-Pierre. L'église priorale est datée du Xe siècle-XIXe siècle. Il est vendu comme bien national pendant la Révolution française.
Le monument est inscrit comme monument historique depuis le 23 octobre 2000.

## Description
L'édifice est en briques.